# Viktoria Naelin
Viktoria Naelin (* 21. Mai 1916 in Nürnberg; † unbekannt) war eine deutsche Schauspielerin bei Bühne, Film und Fernsehen.

## Leben und Wirken
Die gebürtige Nürnbergerin erhielt eine Ausbildung in Schauspiel und Tanz. Ihren Einstand am Theater gab Victoria Naelin Mitte der 1930er Jahre in Würzburg. Weitere Bühnenstationen waren München (Volkstheater), Salzburg, Innsbruck, Wien und Hannover. Danach wirkte sie als freischaffende Künstlerin. Auch für den Hörfunk war sie frühzeitig aktiv.
Vor die (Kino-)Kamera trat Victoria Naelin erstmals 1955 für eine Märchenverfilmung, doch erst das Fernsehen, für das sie ab 1963 regelmäßig arbeitete, setzte die elegant wirkende Künstlerin häufig ein. Dort sah man sie mal als Dame von Welt, aber auch als einfache Frau wie etwa als Zimmermädchen in der Serie “Zimmer 13” oder als urige Bajuwarin Georgine Fäustl in mehreren Folgen von Königlich Bayerisches Amtsgericht. Mit einem Tatort-Auftritt endete 1978 ihre Fernsehlaufbahn. Danach sah man sie noch am Bayerischen Staatsschauspiel in München unter der Intendanz von Kurt Meisel.

## Filmografie
- 1955: Der Teufel mit den drei goldenen Haaren
- 1963: Dumala
- 1963: Das Kriminalmuseum: Nur ein Schuh
- 1964: Zwei Tage von vielen
- 1965: Yerma
- 1966: Berta Garlan
- 1967: Ein Mann Gottes
- 1967: Kommissar Brahm (TV-Serie, mehrere Folgen)
- 1968: Zimmer 13
- 1968: Altaich
- 1968: Besessen – Das Loch in der Wand
- 1969: Tausendundeine Nacht: Die Geschichte von Zumurrud
- 1969–1971: Königlich Bayerisches Amtsgericht (mehrere Folgen)
- 1972: Mein Bruder – Der Herr Doktor Berger
- 1973: Waldfrieden
- 1973: Gelähmte Schwingen
- 1974: Bauernbarock
- 1975: Der Brandner Kaspar und das ewig’ Leben
- 1976: Wie würden Sie entscheiden? (Gerichtsreihe, eine Folge)
- 1978: Tatort: Schlußverkauf

## Sprecherin bei Hörspielen
- 1955: Nürnberger Weihnacht. Ein fränkisches Krippenspiel. Regie: Fritz Mellinger. BR
- 1958: Der Schusternazi. Regie: Olf Fischer. BR
- 1958: Marget. (aus der Reihe: Das bayerische Hörspiel). Regie: Edmund Steinberger. BR
- 1973: Sand – ein Attentäter. Regie: Heinz von Cramer. BR
- 1973: Ein Abend im bayerischen Stil. (aus der Reihe: Bayerische Szene). Regie: Willy Purucker. BR
- 1981: Die Grandauers und ihre Zeit (Folge 7 und 8). Regie: Willy Purucker. BR
- 1981: Kriegsgericht beim Weinfink. (aus der Reihe: Bayerische Szene). Regie: Wolf Euba. BR
- 1984: Der Krieg mit den Molchen. (aus der Reihe: Die Zukunft von gestern). Regie: Wolf Euba. BR